# 耿継元
耿 継元（てき けいげん、太宗12年（1240年） - 至元31年9月10日（1294年9月30日））は、13世紀後半にモンゴル帝国（大元ウルス）に仕えた漢人官僚の一人。字は舜臣。
『元史』には立伝されていないが『畿輔通志』巻169古蹟略陵墓5所収の耿公先世墓碑にその事蹟が記され、『新元史』には耿公先世墓碑を元にした列伝が記されている。

## 概要
耿継元の祖父の耿福は興定2年（1218年）にモンゴル帝国に降った人物で、漢人世侯の一人として武仙との戦いで活躍したことなどで知られる。耿福の息子の耿孝祖の三男が耿継元で、幼いころから学問に親しみ、『春秋左伝』や『司馬氏通鑑』を好んでいたと伝えられる。
18歳の時にケシクテイ（宿衛）に入り、それから3年後に束鹿県尹の地位を承襲した。その後、固安州・錦州の判官、葛城・大同・河間三県尹、同知絳州事を歴任した。錦州に赴任中、盗賊が掠奪を行って民を苦しめていることを知ると、耿継元は自ら盗賊の巣窟を攻撃してその首魁を誅殺ししたため、盗賊の脅威から解放された民は耿継元を称えてその山を「耿公山」と呼ぶようになったという。またある時、煤炭を産出する山の利権を得ようとする達官がいることを知ると、耿継元がこれに反対してやめさせた。
至元31年9月10日（1294年9月30日）に耿継元は55歳にして亡くなり、その15日後に葬られた。
耿継元は高陽郡夫人に追封された葛氏と朱氏を娶っており、耿蔚・耿煥・耿蔽という3人の息子がいた。この中で、耿煥は中書左丞という高官にまで至り、翰林待講学士の張起巌に『耿公先世墓碑』の撰文を依頼している。